# Dick Lukkien
Dick Lukkien (Winschoten, 28 marzo 1972) è un allenatore di calcio olandese, tecnico del Groningen.

## Palmarès

### Allenatore

#### Competizioni nazionali
- Eerste Divisie: 1

Emmen: 2021-2022